# Хагги, Карим
Кари́м Ха́гги (фр. Karim Haggui; 20 января 1984, Кассерин, Тунис) — тунисский футболист, игравший на позиции защитника. Выступал в сборной Туниса.

## Карьера

### Клубная
Начал свою профессиональную карьеру Карим в «Страсбуре». За 2 сезона, проведенные там, он отыграл 52 матча и забил 3 мяча.
В 2006 году, после вылета страсбуржцев в Лигу 2 Хагги подписал контракт с леверкузенским «Байером» сроком на три года.
По окончании контракта с «фармацевтами» тунисец перебрался в «Ганновер 96».
2 сентября 2013 года Хагги перешёл в «Штутгарт», подписав контракт на 2 года.
21 июня 2015 года Хагги в качестве свободного агента подписал двухлетний контракт с «Фортуной» из Дюссельдорфа.

### В сборной
За сборную Хагги сыграл 76 матчей и забил 6 мячей.